# Рань Олекса
Олекса Рань (1912) — український поет, прозаїк, журналіст.

## З біографії
Олекса Рань народився 1912 р. у м. Козелець на Чернігівщині. Закінчив філологічний факультет Ніжинського педінституту. Після війни перебував у Західній Німеччині, де працював у редакції газети «Українські вісті».. Потім переїхав до США.

## Творчість
Автор статей в аргентинському часопису «Пороги». Автор збірки «Дівчина з морських берегів», збірки оповідань «Крилата жінка» (1948), статей у пресі.

### Окремі видання і публікації
- Рань О. Ніч в університеті (Авґсбурґ 1946) // передруковано: Альманах Українського Народного Союзу на рік 1975 — Джерсі-Ситі — Нью-Йорк: Свобода, 1975. — 1920 с.
- Рань О. Крилата жінка. Оповідання. — Б. м., 1948. — 83 с.
- Рань О. Запорожець. — «Перемога», Буенос-Айрес. — 1951. — 16 с.
- Рань О. Владар сонця // Світання. — 1969. — Ч. 8 (14). — С. 18.
- Рань О. Розп'яття // Київ (Філадельфія). — 1956. — Ч. 5